# Maliszewko
Maliszewko (prononciation : [maliˈʂɛfkɔ]) est un village polonais de la gmina de Drobin dans le powiat de Płock de la voïvodie de Mazovie dans le centre-est de la Pologne.
Il se situe à environ 7 kilomètres au sud de Drobin (siège de la gmina), 25 kilomètres au nord-est de Płock (siège du powiat) et à 87 kilomètres au nord-ouest de Varsovie (capitale de la Pologne).

## Histoire
De 1975 à 1998, le village appartenait administrativement à la voïvodie de Płock.